# Distichopathes hickersonae
Distichopathes hickersonae — вид коралових поліпів родини Aphanipathidae ряду антипатарій (Antipatharia). Описаний у 2020 році.

## Поширення
Вид поширений на північному заході Мексиканської затоки. Виявлений у банці Елверс на глибині 172 м.

## Опис
Корал густо розгалужений, гілки мають тенденцію лежати в одній площині. Стебло та гілки з простими двосторонніми пелюстками. Кілочки завдовжки до 2 см і діаметром 0,3 мм біля основи; розташовані у двох дуже правильних двосторонніх рядах. Невеликі прості колючки, що трапляються дуже рідко на стороні абполіпару осі. Колючки анізоморфні: колючки колополіпару заввишки 0,26–0,35 мм, колючки інтерполіпару 0,2–0,25 мм, колючки гіпостоми 0,1–0,14 мм, колючки абполіпару 0,1–0,18 мм. Поліпи невеликі, діаметром 0,65–0,8 мм, і розміщуються в один ряд на одній стороні осі. Щільність 8–10 поліпів на см.